# Dagmar Andrtová-Voňková (album)
Nepojmenovaná LP deska z roku 1986 je prvním albem Dagmar Andrtové-Voňkové. Vyšla tedy až 15 let poté, co na sebe Andrtová-Voňková upozornila písničkou Pastýřka, kterou pak nahrál Spirituál kvintet. Jiří Tichota k tomuto debutovému albu napsal sleeve-note.
Deska obsahuje sedm autorských písniček a instrumentální Cikánskou koncovku. Dagmar Andrtová-Voňková se doprovází na kytaru.
Album se mělo původně jmenovat Milí moji, to však vedení Pantonu nepovolilo.

## Písničky
1. Ej, po poli jsem chodila – 6:30
2. Lipečka – 4:06
3. V poli stojí trnina – 5:30
4. Pohanský svátek – 3:30
5. Chlapci na tom horním konci – 6:36
6. Ej, sluníčko, vstaň už – 6:24
7. Skála – 5:24
8. Cikánská koncovka – 2:12

## Podrobnosti o nahrávání
Všech osm skladeb alba bylo nahráno společně se skladbami z EP Popado, popado a singlu Tvůj byl jsem orel/Desatero noh ve studiu Československého rozhlasu v Českých Budějovicích ve dnech od 4. do 12. ledna 1986. LP a singl vyšly zároveň a ač mají vročení 1986, do prodeje se dostaly až začátkem roku 1987. Všech osm písní tohoto LP nazpívala a na kytaru nahrála Dagmar Andrtová-Voňková, kromě závěrečné Cikánské koncovky, zahrané na píšťalu. Hudba všech skladeb je dílem Andrtové-Voňkové, text písně V poli stojí trnina je lidový, upravený autorkou.

## Reedice
Album vyšlo na CD v rámci kolekce Milí moji (2004, Indies Records).